# Cyklamát
Cyklamát (též označovaný jako cyklamát sodný – sodium cyclamate; cyklohexylsulfamát sodný) je umělé náhradní sladidlo bez zápachu. Ve vodném roztoku je asi 30× sladší než cukr (sacharóza). Ve členských státech EU se cyklamát označuje na výrobcích kódem E952. 

## Výroba
Vyrábí se synteticky reakcí cyklohexylaminu s kyselinou chlorsulfonovou a následnou neutralizací vzniklé kyseliny hydroxidem sodným nebo vápenatým:

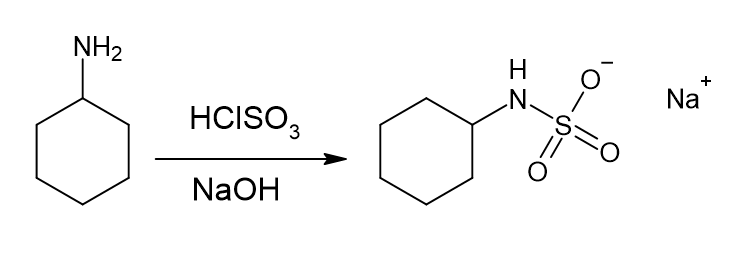
Výroba cyklamátu sodného z cyklohexylaminu.

## Použití
Směs deseti dílů cyklamátu a jednoho dílu sacharinu se běžně používá pro vzájemné vyrušení chuťových dojezdů. Cyklamát je levnější než většina sladidel. Jeho zdravotní nezávadnost je předmětem sporů.

## Zákaz používání
V roce 1969 vydala americká agentura Food & Drug Administration (FDA) na cyklamát sodný zákaz používání. Bylo zjištěno, že způsobuje „rakovinné nádory a vrozené vady“. Pro obsah cyklamátu sodného v nápojích Coca-Cola ZERO (konkrétně v těch určených pro Chile, Venezuelu a některé další středoamerické země) byl tento nápoj v červnu 2009 ve Venezuele zakázán. Cyklamát se nachází i v řadě nápojů prodávaných v ČR (např. Coca-Cola ZERO).
Nicméně již v roce 1999 vědci dlouhodobou studií potvrdili, že cyklamát nelze za karcinogen jednoznačně považovat. Po více než 20 let podávali různým druhům opic (21 jedinců) pětkrát týdně cyklamát v dávkách 100 mg/kg a 500 mg/kg. Po této době byly diagnostikovány mírné formy nádorů pouze u 3 opic. Vzhledem k faktu, že podávané dávky překračují minimálně 10x množství obsažené v Coca-Cola ZERO, lze tento nápoj s největší pravděpodobností bez obav konzumovat.
Mezinárodní agentura pro výzkum rakoviny považuje karcinogenitu za neprokázanou a vede cyklamáty jako neklasifikované.